# Kompleks budynków eparchii kiszyniowskiej

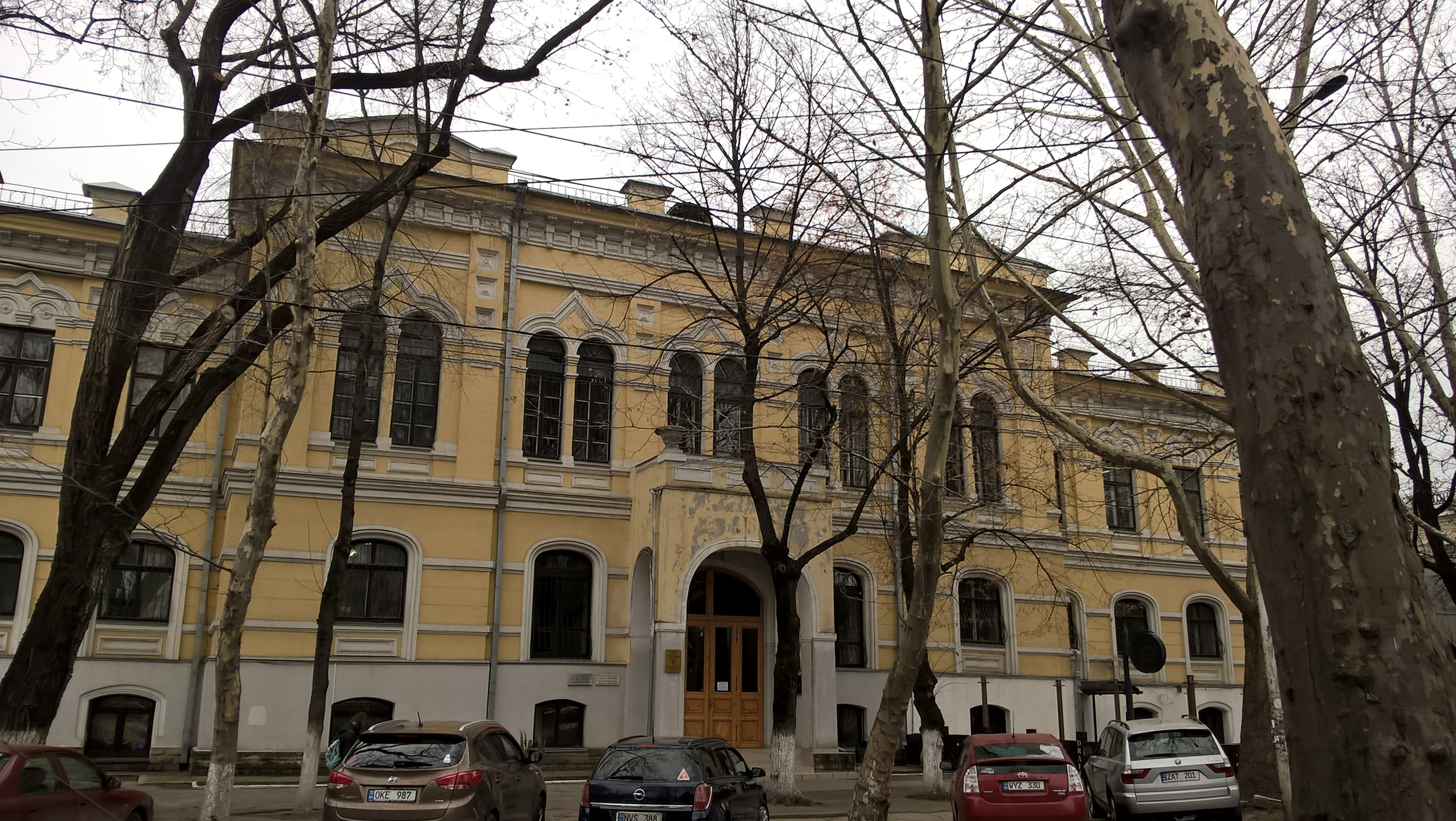
Budynek dawnego seminarium duchownego, elewacja przy ul. 31 sierpnia. Jest to jedyny obiekt z dawnego kompleksu eparchii kiszyniowskiej, który przetrwał II wojnę światową i lata powojenne

Kompleks budynków eparchii kiszyniowskiej, potocznie nazywany Metropolią – wzniesiony w XIX w., zniszczony podczas II wojny światowej i ostatecznie rozebrany po jej zakończeniu zespół obiektów użytkowych, rezydencjonalnych i sakralnych położony w centrum Kiszyniowa, na osi soboru Narodzenia Pańskiego, między bulwarem Stefana Wielkiego, ulicami Puszkina, metropolity Gabriela (Bănulescu-Bodoni) oraz 31 sierpnia. Mieścił rezydencję prawosławnego biskupa kiszyniowskiego oraz biskupa pomocniczego, kancelarie zarządzających organów eparchii, seminarium duchowne. Obecnie większość terytorium zajmowanego przez zespół znajduje się gmach rządu Mołdawii. Jedynym ocalałym budynkiem jest nowe skrzydło seminarium duchownego z pocz. XX w.

## Historia i opis
Kompleks budynków dla nowo powstałej eparchii kiszyniowskiej został wzniesiony z inicjatywy metropolity kiszyniowskiego Gabriela i na wskazanym przez niego miejscu, nazwanym Sadami Metropolii. Według opisu z 1816 r. składał się z pałacu biskupiego z cerkwią domową Opieki Matki Bożej (ten budynek wzniesiono jako pierwszy), siedziby eparchialnego konsystorza oraz ekonoma eparchii, skrzydła, w którym zamieszkiwali psalmiści i pracownicy eparchii, skrzydła dla mnichów i diakonów służących przy biskupie, budynku drukarni z pomieszczeniami mieszkalnymi dla drukarzy, spichlerza, stajni, kuchni i piekarni, refektarza, różnych pracowni rzemiosła, łaźni i infirmerii, domu gościnnego. Częścią zespołu był również budynek seminarium duchownego w Kiszyniowie z własną cerkwią, wzniesiony w 1817 r., a w 1868 r. poważnie przebudowany.
Cały kompleks był wielokrotnie rozbudowywany i przebudowywany, m.in. w 1892 r. powiększono cerkiew Opieki Matki Bożej, w latach 1900–1902 i w 1911 r. rozbudowywano gmach seminarium duchownego. Również w 1911 r. z inicjatywy arcybiskupa kiszyniowskiego Serafina zbudowano kolejny obiekt, mieszczący salę koncertową, muzeum cerkiewne, bibliotekę, szkołę psalmistów, zaś na pierwszej kondygnacji – sklepy. Dom ten od imienia inicjatora budowy nazwano Serafinowskim. Za moment, w którym zespół budynków został ukończony i prezentował się najokazalej, uważa się drugą dekadę XX wieku. Całość otaczał ogród, niezachowany do naszych czasów.
W 1940 r., gdy Kiszyniów razem z całą Besarabią został przyłączony do Związku Radzieckiego, rezydencję biskupią zamieniono na Dom Pionierów, a Dom Serafinowski – na Dom Armii Czerwonej.
Dom eparchialny został poważnie uszkodzony podczas działań wojennych po ataku Niemiec i ich sojuszników na ZSRR. Na fotografiach z 1950 r. widoczna jest ocalała fasada budynku, która prawdopodobnie służyła jako wejście na teren ogrodów (dawniej metropolitalnych) i przejście do teatru „Zwycięstwo”, otwartego w innym obiekcie należącym dawniej do eparchii. Dom Serafinowski w 1940 r. przejęto na potrzeby wojska. W lipcu 1941 r. obiekt ten został celowo zniszczony przez wycofujących się żołnierzy radzieckich. Dalsze zniszczenia obiektów miały miejsce podczas walk o Kiszyniów w 1944 r., gdy zrujnowana została większość starszej miejskiej zabudowy. Przynajmniej część budynków nadawała się jednak do odbudowy, jednak władze radzieckie w celach propagandowych postanowiły nie odnawiać obiektów związanych z dawnym, nieradzieckim Kiszyniowem, tym bardziej że miały one związek z religią.
W końcu lat 40. rozpoczęto rozbiórkę ruin budynków Metropolii, począwszy od obiektów przylegających do obecnego bulwaru Stefana Wielkiego (ówcześnie – Lenina) i placu Wielkiego Zgromadzenia Narodowego (po wojnie – Zwycięstwa), tj. Domu Serafinowskiego, siedziby konsystorza i starszego budynku seminarium z cerkwią. Rozbiórkę prowadzono do końca lat 60.
Z kompleksu przetrwał jedynie nowy, XX-wieczny budynek seminarium duchownego, mieszczący obecnie Bibliotekę Narodową i sale wykładowe Uniwersytetu Technicznego. W 2014 r. na placu Wielkiego Zgromadzenia Narodowego odnaleziono fragmenty fundamentów cerkwi seminaryjnej i Domu Serafinowskiego.